# All Systems Unmixed
All Systems Unmixed es en un disco no oficial lanzado en el 2002 por Vinnie Vincent, se realizó por un pequeño reencuentro de la banda en el 2002 en la cual tocaron todas las canciones de All Systems Go en un pequeño recopilatorio grabado se puede decir que es lo mismo que All Systems Go pero realizado en el año del 2002 con la canción Shoot U Full Love, remplazando a Meltdown y Ya Know I'm Pretty Shot por Vinnie Vincent Invasion. (Ninguna de estas canciones tiene un solo de guitarra y en algunas de las canciones solo participa Mark Slaughter como voz principal).

## Lista de canciones
- Ashes to Ashes
- Dirty Rhythm
- Love Kills
- Shoot U Full Love
- Naughty Naughty
- Burn
- Let Freedom Rock
- That Time of Year
- Heavy Pettin
- Deeper and Deeper
- Breakout

## Integrantes
- Vinnie Vincent Guitarra líder, coros
- Mark Slaughter Voz principal
- Dana Strum Bajo, coros
- Boby Rock Batería coros

- Datos: Q5669151